# Xabier
Pour les articles homonymes, voir Xavier.
Xabier est un prénom masculin basque,.
L'équivalent du prénom est « Javier  » en espagnol et « Xavier » en français.
Xabier est un nom dont l'origine étymologique du mot est Etxeberri et qui signifie « maison neuve ».